# マジッド・マジディ
マジッド・マジディ（مجید مجیدی マジード・マジーディー, ラテン文字転写：Majid Majidi, 1959年4月17日 - ）はイラン・テヘラン出身の映画監督・脚本家・映画プロデューサー。

## 経歴
俳優としてモフセン・マフマルバフ監督『ボイコット』などの映画に出演し、のち監督に転身した。1997年の『運動靴と赤い金魚』、1999年の『太陽は、ぼくの瞳』、2001年の『少女の髪どめ』で三度モントリオール世界映画祭グランプリを受賞している。『すずめの唄』が2008年度アカデミー賞外国語映画部門のイラン代表に選ばれた。

## 主な監督作品
- バダック 砂漠の少年 Baduk (1992)
- 運動靴と赤い金魚 Bacheha-Ye aseman (1997)
- 太陽は、ぼくの瞳 Rang-e khoda (1999)
- 少女の髪どめ Baran (2001)
- Bid-e Majnoon (2005)
- すずめの唄 Avaze Gonjeshk-ha (2008)
- 預言者ムハンマド Muhammad: The Messenger of God (2015)
- Beyond the Clouds (2017)